# David Cross (acteur)
David Cross (Atlanta, 4 april 1964) is een Amerikaans acteur, filmregisseur, filmproducent, scenarioschrijver en stand-upkomiek.

## Biografie
Cross werd geboren in Atlanta als zoon van emigranten uit Leeds, in een gezin van drie kinderen. In zijn kinderjaren verhuisde het gezin naar Florida, New York en Connecticut om zich daarna te vestigen in Roswell. Op tienjarige leeftijd verliet zijn vader zijn gezin en sprak hem niet meer tot zijn negentienjarige leeftijd.
Cross begon zijn carrière als stand-upkomiek, na de high school verhuisde hij als zeventienjarige naar New York en begon in kleine lokale clubs. In deze tijd ging hij studeren aan de Emerson College in Boston, maar verliet deze school al na een semester. Op deze school kwam hij in contact met een comedyclub; met een lid hiervan besloot hij om naar Los Angeles te gaan om daar samen op te treden.
Cross is vanaf 2012 getrouwd met actrice Amber Tamblyn.

## Filmografie

### Films
Selectie:
- 2018: Next Gen - als dr. Tanner Rice / Q-Bots (stemmen)
- 2018: Sorry to Bother You - als Cassius's White (stem)
- 2017: The Post - als Howard Simons
- 2016: Kung Fu Panda 3 - als Crane (stem)
- 2015: Pitch Perfect 2 - als gast Riff Off
- 2013: Kill Your Darlings – als Louis Ginsberg
- 2011: Alvin and the Chipmunks 3 – als Ian Hawke
- 2011: Kung Fu Panda 2 – als Crane (stem)
- 2010: Megamind – als Minion (stem)
- 2009: Alvin and the Chipmunks: The Squeakquel – als Ian Hawke
- 2009: Year One – als Cain
- 2008: Futurama: The Beast with a Billion Backs – als Yivo (stem)
- 2008: Kung Fu Panda – als Crane (stem)
- 2007: Alvin and the Chipmunks – als Ian Hawke
- 2007: I'm Not There – als Allen Ginsberg
- 2006: She's the Man – als Gold
- 2006: Curious George – als junior (stem)
- 2004: Eternal Sunshine of the Spotless Mind – als Rob
- 2002: Men in Black II – als Newton
- 2001: Scary Movie 2 – als Dwight
- 2001: Dr. Dolittle 2 – als hond (stem)
- 2001: Ghost World – als Gerrold
- 1998: Small Soldiers – als Irwin Wayfair
- 1997: Men in Black – als aanwezige in mortuarium
- 1996: Waiting for Guffman – als ufo-expert
- 1996: The Cable Guy – als vertegenwoordiger
- 1996: The Truth About Cats & Dogs – als boekenman
- 1995: A Bucket of Blood – als Charlie
- 1994: Amelia Earhart: The Final Flight – als verslaggever

### Televisieseries
Uitgezonderd eenmalige gastrollen.
- 2024 The Umbrella Academy - als Sy Grossman - 4 afl.
- 2023 Justified: City Primeval - als Burt Dickey - 2 afl.
- 2021 Station Eleven - als Gil - 2 afl.
- 2021 Genius - als Jerry Wexler - 8 afl.
- 2019-2020 Big Mouth - als Skip Glouberman (stem) - 2 afl.
- 2018-2019 Goliath - als Pete 'The Broker' Oakland - 6 afl.
- 2003-2019 Arrested Development – als Tobias Fünke - 84 afl.
- 2011-2018 Archer – als Noah – 6 afl.
- 2016-2017 Unbreakable Kimmy Schmidt - als Russ Snyder - 4 afl.
- 2009-2016 The Increasingly Poor Decisions of Todd Margaret – als Todd Margaret – 19 afl.
- 2015 W/ Bob and David - als diverse karakters - 4 afl.
- 2011-2014 Modern Family – als Duane Bailey – 3 afl.
- 2013-2014 The Heart, She Holler – als Jacket – 12 afl.
- 2010-2011 Running Wilde – als Andy Weeks – 9 afl.
- 2008 Human Giant – als Peter Burns – 2 afl.
- 2005-2007 The Colbert Report – als Russ Lieber – 7 afl.
- 2006 Freak Show – als diverse karakters – 7 afl.
- 2003-2004 Oliver Beene – als verteller – 23 afl.
- 2004 Pilot Season – als Ben – 2 afl.
- 1999-2003 Just Shoot Me! – als Donnie DiMauro – 3 afl.
- 1996-1997 The Drew Carey Show – als Earl – 2 afl.

### Computerspellen
- 2004 Halo 2 – als marinier
- 2004 Grand Theft Auto: San Andreas – als Zero
- 2020 Grand Theft Auto Online: The Cayo Perico Heist - als Zachary

### Filmregisseur
- 2018 Bliss - televisieserie - 6 afl.
- 2014 Hits – film
- 2003 David Cross: Let America Laugh – documentaire
- 1998 Mr. Show with Bob and David – televisieserie – 1 afl.

### Filmproducent
- 2022 David Cross: I'm from the Future - televisiespecial
- 2019 David Cross: Oh Come On - televisiespecial
- 2018 Bliss - televisieserie - 6 afl.
- 2016 David Cross: Making America Great Again - televisiespecial
- 2015 W/ Bob and David - televisieserie - 4 afl.
- 2015 The Wolfpack - documentaire
- 2013 This One Time - televisieserie
- 2010 The Increasingly Poor Decisions of Todd Margaret – televisieserie – 6 afl.
- 2010 David Programming: Icelandic Ultra Blue – film
- 2006 Freak Show – televisieserie – 7 afl.
- 2003 Tenacious D: the Complete Masterworks – documentaire
- 1997-2000 Tenacious D – televisieserie – 6 afl.
- 1999 David Cross: The Pride Is Back – film
- 1995-1998 Mr. Show with Bob and David – televisieserie – 30 afl.
- 1998 Mr. Show and the Incredible, Fantastical News Report – film
- 1996 Mr. Show with Bob and David: Fantastic Newness – film

### Scenarioschrijver
- 2022 David Cross: I'm from the Future - televisiespecial
- 2019 David Cross: Oh Come On - televisiespecial
- 2018 Bliss - televisieserie - 6 afl.
- 2010-2016 The Increasingly Poor Decisions of Todd Margaret – televisieserie – 18 afl.
- 2015 W/ Bob and David - televisieserie - 4 afl.
- 2014 Hits – film
- 2013 The Gynotician – korte film
- 2010 David Cross: Bigger & Blackerer – film
- 2009 Paid Programming: Icelandic Ultra Blue – film
- 2008 David's Situation – film
- 2006 Freak Show – televisieserie – 7 afl.
- 2003 David Cross: Let America Laugh – documentaire
- 2003 Tenacious D: The Complete Masterworks – documentaire
- 2002 Run Ronnie Run – film
- 1997-2000 Tenacious D – televisieserie – 6 afl.
- 1999 David Cross: the Pride Is Back – televisieserie – 30 afl.
- 1998 Mr. Show and the Incredible, Fantasical News Report – film
- 1996 HBO Comedy Half-Hour – televisieserie – 1 afl.
- 1996 Mr. Show with Bob and David: Fantastic Newness – film
- 1992-1993 The Ben Stiller Show – televisieserie – 12 afl.

- Biblioteca Nacional de España: XX1674691
- Bibliothèque nationale de France: cb15884308f (data)
- Gemeinsame Normdatei: 1060705915
- International Standard Name Identifier: 0000 0001 1691 7727
- Library of Congress Control Number: nr2002001086
- MusicBrainz: e256d9dd-795b-4771-9e0d-b02ab9db75a3
- Nationale Bibliotheek van Israël: 987007308800405171
- SNAC: w6kh1vx3
- Virtual International Authority File: 311453521
- WorldCat: E39PBJcBR9vMWhYkYQtv4JBXVC